# Gladsporig mosbekertje
Het gladsporig mosbekertje (Neottiella hetieri) is een schimmel behorend tot de familie Pyronemataceae. Het leeft als biotrofe parasiet bij het purpersteeltje (Ceratodon purpureus) of het gewoon krulmos (Funaria hygrometrica) en infecteert de rizoïden. Het komt voor bij brandplekken.

## Kenmerken
De apothecia zijn 1 tot 3 mm in diameter, bleek oranje van kleur met hyaliene haren.
De sporen zijn glad, ellipsoïde, met één oliedruppel en meten 14-17(-18) × 9-10,5(-12) µm. 

## Verspreiding
Het gladsporig mosbekertje komt in Nederland zeldzaam voor. Het staat op rode lijst in de categorie 'Gevoelig' . 